# 19F-NMR-Spektroskopie
Fluor-Kernspinresonanzspektroskopie (19F-NMR-Spektroskopie von englisch: nuclear magnetic resonance) ist eine spektroskopische Methode zur Charakterisierung fluorierter Verbindungen. Ihre charakteristischen Eigenschaften liegen in der Empfindlichkeit und der großen Aussagekraft bezüglich der chemischen Verschiebungen. Sie wird in der organischen, der anorganischen und der pharmazeutischen Chemie angewendet.

## Allgemeines zu19F-NMR-Spektroskopie
Fluor zählt zu den Reinelementen und hat lediglich ein natürliches Isotop (19F), welches sich durch den Kernspin I = 1/2 und sein hohes gyromagnetisches Verhältnis auszeichnet.
Die 19F-NMR-Skala deckt eine Reichweite von über 1300 ppm chemischer Verschiebung ab. Die lokale Referenzsubstanz (0 ppm) ist reines CFCl3 oder, genauer gesagt, das isotopologe Signal C19F(35Cl2)(37Cl).
Die große Reichweite der 19F-NMR-Skala muss nicht ausgeschöpft werden, denn chemische Verschiebungen organischer Moleküle sind bereits in kleineren Bereichen anzutreffen, wie zum Beispiel für {\displaystyle {\ce {R3N-F+}}}Reagenzien bei +50 – +10 ppm, für {\displaystyle {\ce {R-OCF3}}} bei −57 – −59 ppm, für {\displaystyle {\ce {R-CF3}}} bei −58 – −64 ppm und für {\displaystyle {\ce {Ar-F}}} bei −90 – −170 ppm.
Durch seine exzellente Empfindlichkeit wirken sich kleinste Veränderungen stark auf die chemische Verschiebung im Fluor-NMR aus. Die chemische Verschiebung hat in der 19F-NMR-Spektroskopie somit einen besonderen Stellenwert, da sie mehr Information über die chemische Umgebung enthält als in der 1H-NMR-Spektroskopie, in welcher Kopplungsmuster die größte Informationsquelle darstellen.
Der 19F-Kern eignet sich ebenfalls für 2D-NMR-spektroskopische Methoden wie HSQC, HMBC und NOESY.

## Chemische Verschiebungen
Chemische Verschiebungen variieren stark in der Literatur, selbst für einfache Verbindungen wie Fluorbenzol oder Trifluortoluol. Dies ist hauptsächlich durch Unklarheiten in den Definitionen bezüglich der Referenzverbindung CFCl3 und die Verwendung verschiedener, fehlerbehafteter Referenzierungsmethoden erklärbar.
Den größten Einfluss auf 19F-NMR-chemische-Verschiebungen hat das Lösungsmittel mit typischen Abweichungen von Δδ = ±2 ppm oder mehr.

### Referenzierungsmethoden
In der 19F-NMR-Spektroskopie wird häufig sogenanntes internes Referenzieren verwendet, wobei eine Referenzsubstanz bekannter chemischer Verschiebung zur Analyselösung zugegeben wird.
Typische Referenzverbindungen sind CFCl3, C6H5F, PhCF3, C6F6 und CF3CO2H, welche nach der Messung entsprechend dem verwendeten Lösungsmittel auf ihre korrekte Verschiebung relativ zu reinem CFCl3 korrigiert werden. Mittels einer Referenzierungstabelle werden Spektren so korrekt angepasst:
|               | CFCl3 | C6H5F   | PhCF3  | C6F6    | CF3CO2H |
| ------------- | ----- | ------- | ------ | ------- | ------- |
| Lösungsmittel | [ppm] | [ppm]   | [ppm]  | [ppm]   | [ppm]   |
| CDCl3         | 0.65  | −112.96 | −62.61 | −161.64 | −75.39  |
| CD2Cl2        | 0.02  | −113.78 | −62.93 | −162.61 | −75.76  |
| C6D6          | −0.19 | −113.11 | −62.74 | −163.16 | −75.87  |
| Aceton-d6     | −1.09 | −114.72 | −63.22 | −164.67 | −76.87  |